# 패키지 온 패키지

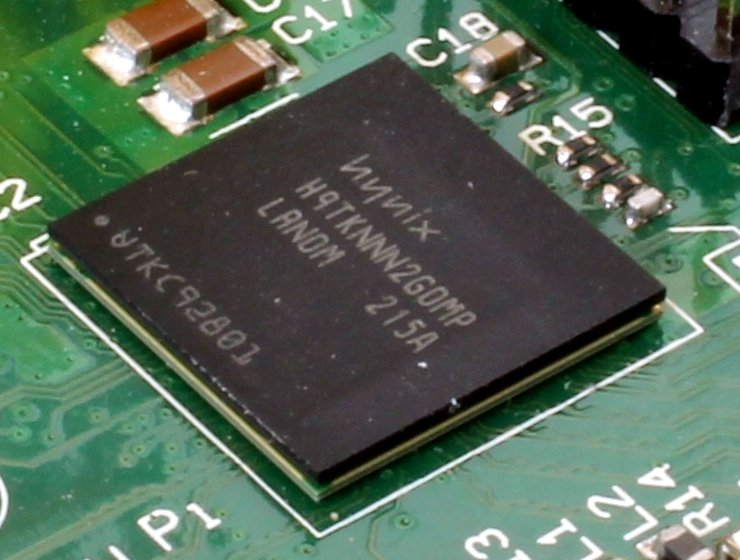
패키지 온 패키지 방법을 이용한 라즈베리 파이.

패키지 온 패키지(Package on package) 또는 PoP는 이산 로직과 볼 그리드 배열을 결합하기 위해 사용하는 집적회로 패키징 방법 중 하나이다. 보통 하나의 패키지 위에 다른 기능을 하는 패키지를 차례로 쌓는 방식으로 이루어지며, 이 때 각 패키지 사이에 진로신호를 주기 위한 표준 인터페이스가 추가된다.
이 방법은 부품 밀도를 효율적으로 다룰 수 있는 장점으로 인해 휴대 전화, 개인 정보 단말기, 디지털 카메라 등에서 사용되며, 이외에 테스트가 완료된 패키지를 적층함으로써 수율을 높일 수 있다.